# Bewegung der obdachlosen Arbeiter
Die Bewegung der obdachlosen Arbeiter (portugiesisch: Movimento dos Trabalhadores Sem Teto - MTST) existiert seit 1997 und ist die größte städtische Massenbewegung in Brasilien. Der MTST ist besonders in den Favelas verankert. Der MTST war ursprünglich ein Teil der Bewegung der Landarbeiter ohne Boden (MST).
Seit den späten 1990ern gab der MST den brasilianischen Armen in städtischen Gebieten Rückendeckung. Unterkunft und Arbeit waren die drängendsten Probleme. Seit 1997 organisierte der MTST Besetzungen von Gebäuden und Land durch obdachlose Familien in Städten. Heute handelt es sich um eine eigenständige Bewegung, die strategische Bündnisse mit dem MST eingeht und mit ihm politische Vorstellungen und Organisationsmethoden teilt.
Durch eine Kombination von direkter Aktion und Verhandlungen mit der Regierung versucht der MTST leer stehende Gebäude und Flächen für Obdachlose und Arme nutzbar zu machen. Dabei müssen sie oft gewalttätigen Räumungsversuchen durch die Regierung widerstehen. Laut dem MTST stehen in Brasilien über 5.000.000 Wohneinheiten in leer stehenden Gebäuden zur Verfügung. Das würde genügen, um fast allen Menschen in Brasilien, denen eine feste Unterkunft fehlt, eine Wohnung zu geben. Durch die Besetzungen des MTST haben viele Familien dauerhafte Unterkünfte erhalten.
Die bekanntesten Besetzungen, die durch den MTST eingeleitet wurden, sind:
- João Cândido - Itapecerica da Serra - (2007-)
- Carlos Lamarca - Osasco - (2002-)
- Chico Mendes - Taboão da Serra - (2005 – 2006)
- Santo Dias/"Ocupação da Volks" - São Bernardo do Campo (2003)
- Rosa Luxemburgo - São Paulo / Osasco - (2004-)
- Anita Garibaldi - Guarulhos - (2001-)